# LGBT práva v Gambii

Duhová mapa Gambie

Lesby, gayové, bisexuálové a translidé (LGBT) žijící v Gambii se setkávají s právními komplikacemi neznámými pro většinové obyvatelstvo. Mužská i ženská stejnopohlavní sexuální aktivita je v Gambii nezákonná.

## Stejnopohlavní soužití
Párům stejného pohlaví se nedostává žádného právního uznání.

## Ochrana před diskriminací
V zemi neplatí žádné zákony proti homofobní nebo transfobní diskriminaci.

## Adopce dětí
Gambijské zákony přímo zakazují příslušníkům LGBT komunity adopci dětí.

## Životní podmínky
V květnu 2008 oznámil gambijský prezident Yahya Jammeh, že zákony proti homosexualitě budou ještě přísnější než v Íránu, a že v blízké budoucnosti se za ně budou sekat hlavy. 15. května 2008 dal homosexuálům 24 hodin k opuštění země. Dále vyzval všechny, kdo takové osoby kryjí, aby je neprodleně vydali úřadům s tím, že se budou probíhat namátkové kontroly ze strany Generálního policejního inspektorátu (Inspector General of Police) a Imigrační úřad (Gambia Immigration Department) v zájmu eliminace sociálně-patologických jevů. Každému hotelu, penzionu nebo motelu, kteří někomu takovému poskytnou pokoj, bude v souladu se zákonem neprodleně pozastavená činnost! Jsme převážně muslimská země, a tudíž nejen, že nehodláme, ale ani nemůže akceptovat někoho takového v naší zemi," řekl gambijský prezident Jammeh 
Nepodporujeme lesbismus a homosexualitu v ozbrojených silách. Je to nepřijatelné! A já se osobně zasadím o to, aby všichni homosexuální vojáci opustili naší armádu, protože je v ní nepotřebujeme!," těmito slovy uvítal nově přijaté vojáky gambijský prezident Jammeh 7. prosince 2009. Poté poskytl armádním důstojníkům příslušné instrukce, jak předcházet výskytu homosexuálních aktivit v armádě.
V červnu 2008 došlo k zatčení a následnému vyšetřování dvou Španělů Pere Joana a Juna Monpserrata kvůli podezření z homosexuálních aktivit. Jako důkaz měla sloužit výpověď řidičů taxi služby, kterých se údajně ptali na místa, kde se scházejí homosexuálové. Za informace slíbili řidičům finanční odměnu, na níž přistoupili. Po obdržení peněžních prostředků se řidiči odebrali na nejbližší policejní stanici, přičemž oběma Španělům slíbili, že jim příslušné homosexuály seženou. Po intervenci španělské vlády byli oba muži následně propuštěni.
23. prosince 2008 byl na Mezinárodním letišti v Banjul zadržen Frank Boers, 79letý občan Nizozemska, poté co u něj letištní policie našla pornografické materiály, včetně fotografie, na níž jsou on a nějací neznámí Gambijci nahatí. Soud v Banjul jej odsoudil za obscénnost s těmito muži k peněžitému trestu ve výši 100 tisíc GMD místo odnětí svobody v délce trvání dvou let. Boers oznámil státnímu zástupci, že volí raději trest odnětí svobody, protože nemá dostatečné prostředky k zaplacení pokuty.
10. dubna 2012 se konal trestní proces s 18 obviněnými homosexuály (16 ze Senegalu, 1 z Gambie a 1 z Nigérie), kteří byli 9. srpna zatčeni v baru, v turistické lokalitě. Soud je odsoudil za obscénní praktiky na veřejném prostranství. Ty podle vyjádření policie spočívaly v tom, že se oblékali a chodili jako ženy, včetně nošení kabelek. 1. srpna 2012 byli všichni odsouzení zproštěni viny.
Ze zprávy Ministerstva zahraničí Spojených států amerických z r. 2011 vyplývá, že je v Gambii široce rozšířená sociální diskriminace LGBT jednotlivců, ačkoli nebyl během roku zaznamenán žádný případ fyzického násilí proti LGBT komunitě. V reportu dále stojí, že v zemi nefunguje žádná LGBT organizace.

## Souhrnný přehled
| Legální stejnopohlavní styk                                                             | (Trest: Až doživotní vězení) |
| Stejný věk legální způsobilosti k pohlavnímu styku pro obě orientace                    | No                           |
| Anti-diskriminační zákony v zaměstnání                                                  | No                           |
| Anti-diskriminační zákony v přístupu ke zboží a službám                                 | No                           |
| Anti-diskriminační zákony v ostatních oblastech (homofobní urážky, zločiny z nenávisti) | No                           |
| Stejnopohlavní manželství                                                               | No                           |
| Jiná forma stejnopohlavního soužití                                                     | No                           |
| Adopce dítěte partnera                                                                  | No                           |
| Společná adopce dětí stejnopohlavními páry                                              | No                           |
| Gayové a lesby smějí otevřeně sloužit v armádě                                          |                              |
| Možnost změny pohlaví                                                                   | No                           |
| Přístup k umělému oplodnění pro lesbické ženy                                           | No                           |
| Náhradní mateřství pro gay páry                                                         | No                           |
| MSM smějí darovat krev                                                                  | No                           |